# Pituophis vertebralis
Pituophis vertebralis là một loài rắn trong họ Rắn nước. Loài này được Blainville mô tả khoa học đầu tiên năm 1835.